# Diadophis punctatus
Diadophis punctatus är en ormart som beskrevs av Carl von Linné, 1766. Diadophis punctatus är ensam i släktet Diadophis som ingår i familjen snokar. Arten tillhör underfamiljen Dipsadinae som ibland listas som familj.
Vuxna exemplar kan vara korta eller medelstora. Typiskt är ett gult halsband som kan ha orange nyanser. Denna långsmala orm blir utan svans upp till 525mm lång och svansens längd motsvarar 17 till 24 procent övriga kroppsdelars längd. Allmänt har ormen en svartaktig grundfärg med inslag av olivgrön och huvudet är mörkast. Hos nykläckta ungar är halsbandet krämfärgat till vitt.
Arten förekommer i Nordamerika från sydöstra Kanada och delstaten Washington i västra USA till Mexiko. Den saknas vid de Stora slätterna och i delar av Klippiga bergen. Diadophis punctatus hittas även på några tillhörande mindre öar i Stilla havet. Ormen introducerades på ön Grand Cayman i Västindien. Habitatet varierar mellan skogar, buskskogar (till exempel landskapet Chaparral), fuktiga gräsmarker och strandlinjer med tätare växtlighet i torra landskap. Arten behöver minst en gång per år en fuktig tid med regn. Individerna gömmer sig ofta i övergivna byggnader eller i avfallshögar. De är nattaktiva och de vilar i jordhålor, under stenar eller under större träbitar som ligger på marken. Ofta lägger flera honor sina ägg på samma plats.
Födan utgörs främst av daggmaskar, snäckor och andra ryggradslösa djur. Stora individer jagar även groddjur, ödlor och kanske små däggdjur.
På grund av landskapsförändringar försvann några mindre populationer. Hela beståndet är inte hotat. IUCN kategoriserar arten globalt som livskraftig.

## Underarter
Arten delas in i följande underarter:
- D. p. acricus
- D. p. amabilis
- D. p. anthonyi
- D. p. arnyi
- D. p. dugesii
- D. p. edwardsii
- D. p. modestus
- D. p. occidentalis
- D. p. pulchellus
- D. p. punctatus
- D. p. regalis
- D. p. similis
- D. p. stictogenys
- D. p. vandenburghii